# カラカス地下鉄2号線
カラカス地下鉄二号線（カラカスちかてつにごうせん、Metro de Caracas Línea 2）は、カラカス地下鉄の路線の一つで、ベネズエラのカラカス市で1987年から営業している。カラカスの中心部から南東にのびる。

## 路線
カラカス中心部のエル・シレンシオ駅から南西に走り、マメラ駅の南で東西に別れ、東はソーロヒコ駅、西はラス・アドフンタス駅を終点とする。運行形態には、エル・シレンシオ - ソーロヒコ間と、エル・シレンシオ - ラス・アドフンタス間の2種がある。エル・シレンシオ駅は一号線のカピトリオ駅のそばにあたり、構内で乗換えが可能である。ラス・アドフンタス駅からはさらに南に、ロステケス鉄道が走る。
カラカス中心近くでは地下を走るが、グアイレ川の谷沿いに走るようになると、地下と地上を交互に走るようになり、マメラ駅からは完全に地上を走る。

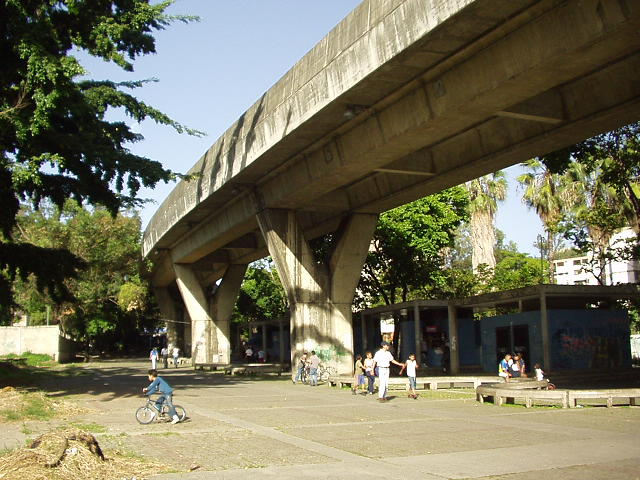
カリクアオ付近の高架下

## 歴史
- 1987年10月4日 二号線開業。ラス・アドフンタス - ソーロヒコ - ラパス間。
- 1988年 ラパス - エル・シレンシオ間が開通し、一号線と連絡した。

## 接続路線
- カラカス地下鉄一号線 カピトリオ駅: エル・シレンシオ駅から構内乗り換え。
- カラカス地下鉄四号線 カプチノス駅
- ロステケス鉄道 ラス・アドフンタス駅

## 駅一覧
- エル・シレンシオ駅 - カプチノス駅 - マテルニダー駅 - アルティハス駅 - ラパス駅 - ラジャグアラ駅 - カラピタ駅 - アンティマノ駅 - マメラ駅
- マメラ駅 - カリクアオ駅 - ソーロヒコ駅
- マメラ駅 - ルイス・ピネーダ駅 - ラス・アドフンタス駅